# Megastigmus schimitscheki
Megastigmus schimitscheki is een vliesvleugelig insect uit de familie Torymidae. De wetenschappelijke naam is voor het eerst geldig gepubliceerd in 1954 door Novicky.